# Bavorský les

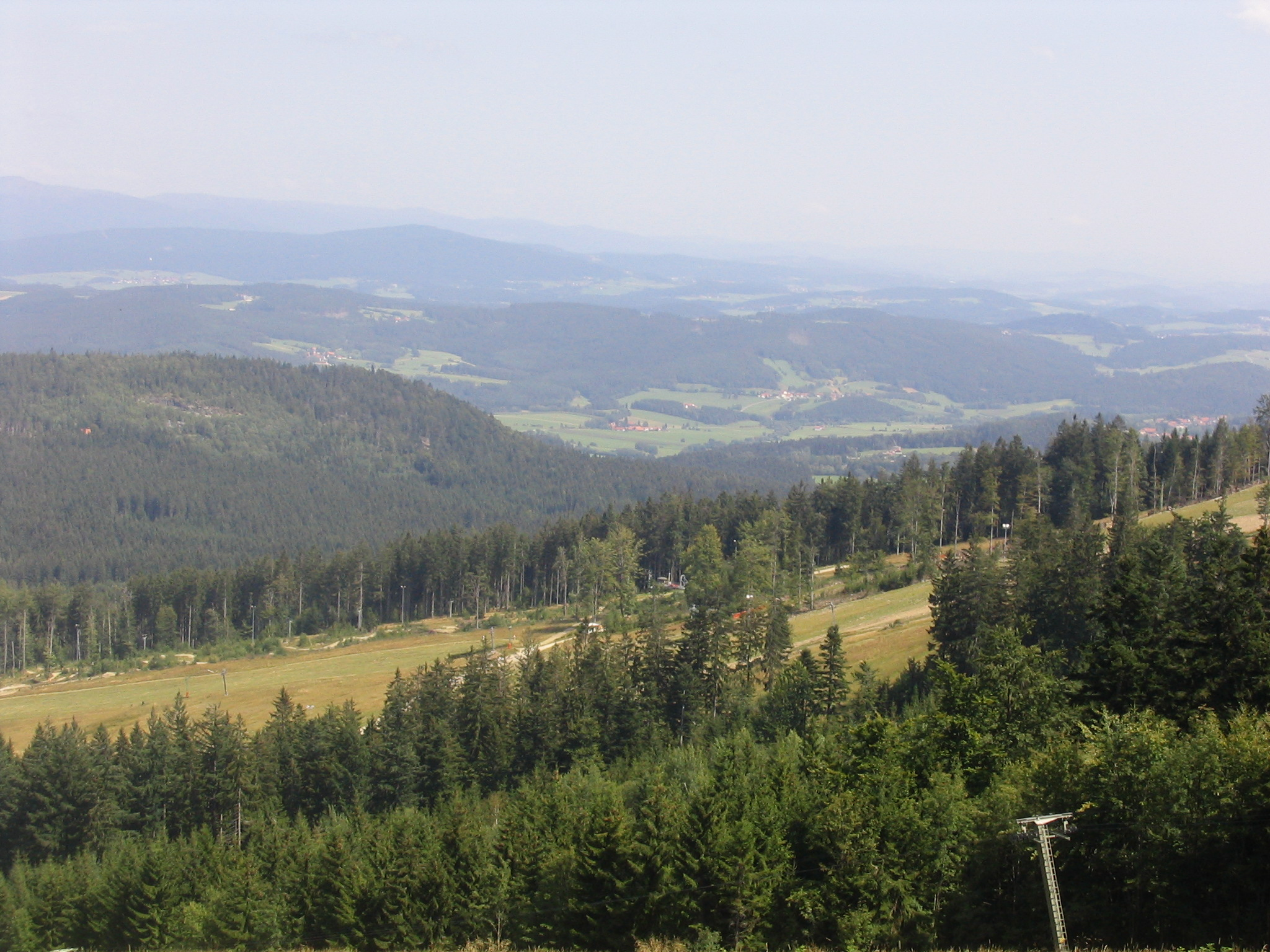
Bavorský les

Bavorský les (německy:  Bayerischer Wald) je pohoří v německé spolkové zemi Bavorsko, které zahrnuje celou bavorskou část Šumavy, se kterou tvoří geograficky jeden celek. Rozkládá se podél českých hranic. Název Bavorský les vnikl sice již v 19. století, ale k jeho hlavnímu rozšíření došlo až po druhé světové válce.
Nejvyšší horou Bavorského lesa je Velký Javor („Großer Arber“, 1456 m n. m.), který je zároveň nejvyšší horou Šumavy. Největší řekou protékající Bavorským lesem je Řezná (Regen), která se vlévá do Dunaje v Řezně.
Část Bavorského lesa je vyhlášena za Národní park Bavorský les (Nationalpark Bayerischer Wald) s rozlohou 240 km². Založen byl v roce 1970 a byl to první národní park v Německu.
V Tittlingu je na ploše 25 ha jeden z největších evropských skanzenů – muzejní vesnice Bavorského lesa. Další skanzen je ve Finsterau.